# 팅글 부인 가르치기
팅글 부인 가르치기(Teaching Mrs. Tingle)는 미국에서 제작된 케빈 윌리엄슨 감독의 1999년 영화이다. 헬렌 미렌 등이 주연으로 출연하였고 캐시 콘래드 등이 제작에 참여하였다.

## 출연

### 주연
- 헬렌 미렌
- 케이티 홈즈
- 배리 왓슨

### 조연
- 마리사 코글란
- 리즈 스타우버
- 제프리 탬버
- 마이클 맥킨
- 몰리 링월드
- 레슬리 앤 워렌
- 비비카 A. 폭스
- 존 패트릭 화이트
- 로버트 간트

## 제작진
- 공동제작: 폴 헬러먼
- 협력프로듀서: 지나 포투너토
- 협력프로듀서: 줄리 플렉
- 배역: 리사 비치